# Jean Baptiste Pointe du Sable
Jean Baptiste Pointe du Sable, né vers 1745 à Saint-Marc (Saint-Domingue à l'époque ; actuel Haïti) et décédé le 28 août 1818 à Saint Charles (Territoire du Missouri à l'époque ; actuel État du Missouri), est le fondateur et premier habitant de la ville de Chicago.

## Biographie
Jean Baptiste Pointe du Sable (ou Pointe DuSable ou encore Point de Sable) est un mulâtre, né (en tant qu'homme libre), selon les sources, à Saint-Marc dans la colonie française de Saint-Domingue, entre 1745 et 1750. Il serait le fils d'un marin français et d'une mère d'origine africaine, ancienne esclave. 
Vers 1765, il arrive à La Nouvelle-Orléans, qui était alors sous le contrôle espagnol, vingt ans avant l'arrivée des réfugiés français de Saint-Domingue en Amérique. Il remonte le Mississippi jusque dans l'État actuel de l'Illinois. Il construit une première maison à Peoria.
Puis il s'installe à l'emplacement actuel de Chicago (Illinois), où il construit sa deuxième maison vers 1779, trente ans avant la construction de Fort Dearborn. Il y établit un comptoir commercial sur la rive nord de l'embouchure de la rivière Chicago (au niveau de l'actuel quartier de Wolf Point). Il s'agit d'un poste de ravitaillement pour les trappeurs, les marchands, les coureurs des bois et les autochtones. Son commerce devient rapidement prospère en raison de sa situation et se trouve à l'origine de la colonie permanente. Déjà marié depuis des années avec Kitihawa, la fille d'un chef local Potawatomi, selon un rite amérindien, il l'épouse à nouveau à la Mission de Sainte Famille de Caoquias, en 1787 selon certaines sources, ou le 27 octobre 1788, selon d'autres sources, lors d'une cérémonie catholique. Il aura avec Kitihawa (dont le prénom a été christianisé en Catherine) un fils, Jean et une fille, Suzanne.
Pendant la Guerre d'indépendance, il est brièvement emprisonné à Détroit (Michigan), par les Britanniques qui le suspectent d'être un espion à la solde des Américains. Il ne retrouve sa maison qu'en 1784.
Du Sable a fait plusieurs voyages vers le Canada pour vendre des fourrures et on raconte qu'il était très étroitement lié avec des Canadiens français.
En 1800, Du Sable vend sa propriété au trappeur canadien-français Jean La Lime, qui la céda quatre ans plus tard à John Kinzie, un marchand de New York.
Il retourne un temps à Peoria avant de s'installer à Saint-Charles (Missouri). La raison pour laquelle il quitte Chicago est inconnue. On pense[évasif] qu'il fut déçu que la tribu locale des Potawatomi ne fasse pas de lui son chef...

## Une reconnaissance tardive par les historiens
Bien que « fondateur de Chicago », il fut longtemps ignoré par les historiens d'une part en raison de ses origines (il était mulâtre) et d'autre part, car les premiers récits historiques furent écrits par des amis ou des descendants de John Kinzie, qui avait racheté sa maison et ses terres en 1804. Il fut finalement reconnu comme fondateur de Chicago en 1968. Le 19 octobre 2009 a été dévoilé un buste en bronze installé le 17 octobre 2009 sur le côté est de Michigan Avenue, juste au nord de la rivière Chicago. La sculpture est un don des membres de la communauté haïtiano-américaine de Chicago.

## Hommages

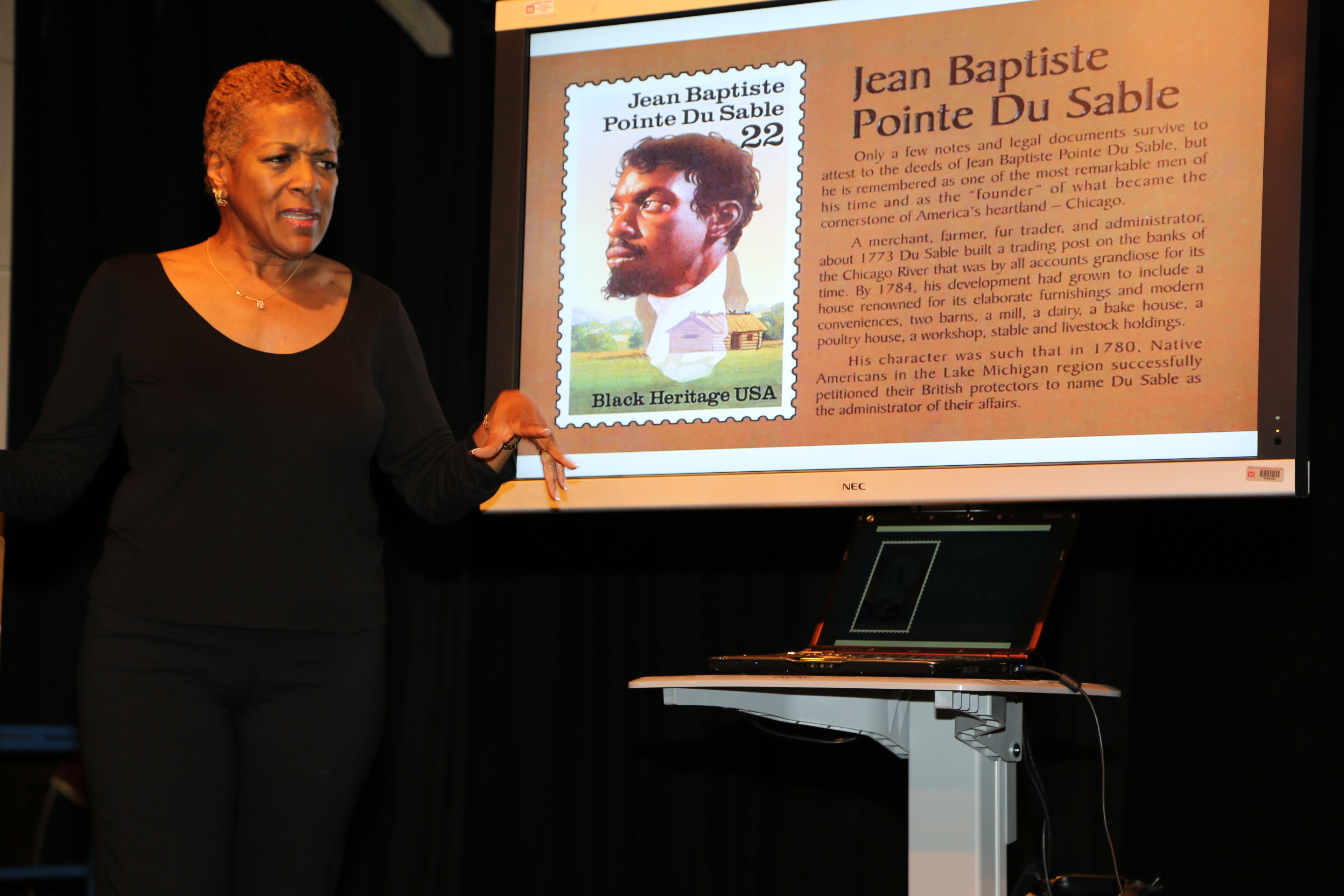
Présentation du timbre-poste commémoratif de Jean Baptiste Pointe Du Sable dans la série Black Heritage.

Le musée afro-américain d'histoire de Chicago, ouvert en 1961, fut rebaptisé DuSable Museum of African American History en 1968, après la proclamation officielle, par l'État de l'Illinois et la ville de Chicago, de Jean Baptiste Pointe Du Sable comme « fondateur de Chicago ».
En 1987, l'US Postal Service émet un timbre poste commémoratif de Jean Baptiste Pointe Du Sable (22 cents) dans la série Black Heritage.